# Cirkulär referens

Cirkelreferens, i rött.

Cirkulär referens eller cirkulär hänvisning är en serie av referenser (hänvisningar) där det sista objektet refererar till det första. Resultatet blir en sluten krets.

## Exempel
Ett exempel på en cirkulär referens är när en nykomling till en stad frågar var biblioteket finns. Då svarar lokalbon: "Precis framför postkontoret". Då nickar nykomlingen och fortsätter: "Men var ligger postkontoret?" Därefter svarar lokalbon: "Det är lätt. Det är precis bakom biblioteket!"

## I språket
En cirkulär referens eller cirkel av referenser kan likna men är inte samma som ett cirkelresonemang (cirkelargumentation), eftersom en cirkulär referens kan fungera som en kunskapsenhet av visst värde. Exempelvis består ordböcker av ord som hela tiden refererar till varandra. Dessutom kan referenser peka på varandra som en logisk följd, exempelvis som:
"Hennes bror gav henne en kattunge. Hans syster tackade honom för den"

## Relaterade ord
En cirkulär referens kan ses som en cirkeldefinition. Där kan ett objekt definieras av ett annat som i sin tur definieras av det första. Ett cirkelresonemang är ett logiskt felslut som endast skenbart är logiskt.
En referens som går till objektet självt kallas för en självreferens. Detta blir lätt självmotsägelsefullt.